# Comedy Central
Comedy Central (zkráceně CC) je americká kabelová a satelitní televizní stanice, vysílající převážně komedie z vlastní dílny. Od roku 2006 vysílá i v Česku, Švédsku, Polsku, Itálii, Německu, Maďarsku, Nizozemsku, Británii, Irsku a na Novém Zélandu.

## Pořady
Zde je výběr z několika pořadů které CC vysílá, vysílala, nebo připravuje.
- The Daily Show (1996–dosud)
- South Park (1997–dosud)
- Comedy Central Presents (1998–dosud)
- Comedy Central Roast (2003–dosud)
- Reno 911! (2003–dosud)
- The Colbert Report (2005–dosud)
- Live At Gotham (2006–dosud)
- Kenny Vs. Spenny (2007–dosud)
- The Sarah Silverman Program (2007–dosud)
- Tosh.0 (2009–dosud)
- Jim Henson Outtakes (2008–dosud)
- Lewis Black's Root of All Evil (2008–dosud)
- Important Things with Demetri Martin (2009–dosud)
- Kröd Mändoon and the Flaming Sword of Fire (2009–dosud)
- Futurama (2007–2013)
- Taková moderní rodinka
- Průměrňákovi
- Nová holka
- Jak jsem poznal vaši matku
- Griffinovi
- Americký táta

## CC HD
Vysílání Comedy Central HD 1080i High Definition bylo zahájeno dne 13. ledna 2009.

## CC mimo USA
Lokální verze Comedy Central:
- Německo
- Itálie
- Maďarsko
- Nizozemsko
- Polsko
- Švédsko
- Nový Zéland (1. duben, 2009)
- Velká Británie[1] / Irsko[2] (6. duben, 2009)
- Česko (14. prosinec, 2015)